# Här är jag, Herre
Här är jag, Herre eller Redo är en psalm med text skriven 1993 av Margareta Melin och musik skriven samma år av Rolf Gravé.

## Publicerad som
- Psalmer och Sånger 1987 som nummer 808 under rubriken "Kyrkan och nådemedlen - Vittnesbörd - tjänst - mission".[1]